# Monsieur Cauchemar
Pour plus de détails, voir Fiche technique et Distribution.
Monsieur Cauchemar est un film français de Jean-Pierre Mocky, sorti en 2015.

## Synopsis
Dans une troupe de cirque, tous les clowns sont amoureux d'une jeune ballerine. Dénoncée par une lettre anonyme envoyée peut-être par l'un d'entre eux, la jeune femme tente d'échapper à la police et meurt écrasée par une voiture. 
Dix ans plus tard, l'un des clowns, devenu libraire (Jean-Pierre Mocky), profite d'une grève de la police et d'une période de brouillard très épais pour venger la ballerine en assassinant successivement chacun de ses anciens collègues, sans savoir lequel a envoyé la lettre. Les assassinats attirent l'attention des journaux par leur déroulement énigmatique : à chaque fois, la victime apparaît à des témoins en disant qu'un homme a tenté de l'étrangler et qu'il s'est enfui, mais on retrouve peu après son corps sans vie. La presse surnomme l'assassin « Monsieur Cauchemar ».
Un jeune enfant du voisinage (Martin Daquin), très lié avec le libraire à qui il achète des romans policiers, cherche à comprendre comment « Monsieur Cauchemar » commet ses meurtres. Il rêve par ailleurs de tuer le policier macho (Fred Testot) qui, après avoir envoyé son père à la guillotine, vit aujourd'hui avec sa mère. 
Le libraire confie à l'enfant être lui-même « Monsieur Cauchemar » et accepte de commettre l'un des assassinats devant lui. Il le fait toutefois de manière à faire croire à l'enfant qu'il n'a pas réellement commis de meurtre et qu'il a plaisanté en prétendant être l'assassin.
Le policier et son adjoint (Jonathan Lambert), comprenant que l'enfant peut les mettre sur la piste du meurtrier, réussissent à convaincre le syndicat de les laisser mener l'enquête avant la fin de la grève. À l'issue d'une course poursuite, ils arrêtent le libraire assassin et un autre ancien clown qui l'aidait à monter la mise en scène de la mort en deux temps. Tous deux finissent dans un asile psychiatrique, mais le libraire tue son complice en pensant que c'est peut-être lui qui a envoyé la lettre anonyme ; dans une « fin alternative », le libraire songe qu'il est peut-être lui-même le corbeau.

## Fiche technique
- Réalisation : Jean-Pierre Mocky
- Scénario : Jean-Pierre Mocky, d'après le roman de Pierre Siniac
- 1er assistant réalisateur, montage : Antoine Delelis
- Chef Opérateur : Jean-Paul Sergent
- Décors : Arnaud Chaffard
- Costumes : Audrey Ursule
- Assistant opérateur : Gauthier Chassagne
- Ingénieur son : Francis Bonfanti
- Musique : Vladimir Cosma
- Production : Jean-Pierre Mocky
- Société de production : Mocky Delicious products
- Langue : français
- Genre : policier
- Date de sortie : 
  - 17 octobre 2015 (Festival du film policier de Cognac)
  - 2 décembre 2015 (Paris)

## Distribution
- Jean-Pierre Mocky : Valentin Esbirol
- Fred Testot : Bude
- Jonathan Lambert : Fernet
- Philippe Vieux : Dieubatu
- Martin Daquin : Alphonse
- Pierre Martot : Inspecteur Courtois
- Christophe Fluder : « Grande bringue »
- Jenny Del Pino : Madame Bude
- Claire Sermonne : Lucile
- Jean-Pierre Clami : Commissaire Rousteau
- Michel Stobac : Concierge théâtre
- Noël Simsolo : Comédien député
- Emmanuel Nakach : Loyal
- Christian Chauvaud : Homme harmonica
- Agnès Parmantier : la femme du commissaire